# Chang'an, Xi'an
Chang'an är ett stadsdistrikt i provinshuvudstaden  Xi'an i Shaanxi-provinsen i nordvästra Kina.